# Коп'єв Андрій Костянтинович
Андрій Костянтинович Коп'єв (1890, тепер Російська Федерація — ?) — радянський діяч, голова Далекосхідної крайової контрольної комісії ВКП(б), член ВЦВК. Член Центральної контрольної комісії ВКП(б) у 1927—1934 роках.

## Біографія
Народився в бідній селянській родині. Працював робітником-машиністом.
Член РСДРП(б) з квітня 1917 року.
Учасник боротьби за встановлення радянської влади в місті Рославлі Смоленської губернії.
До березня 1923 року — відповідальний секретар Задніпровського районного комітету РКП(б) міста Смоленська.
У 1927—1928 роках — голова Брянської губернської контрольної комісії ВКП(б) — завідувач Брянського губернського управління робітничо-селянської інспекції.
З 1928 року — заступник завідувача Об'єднаного бюро скарг Народних комісаріатів робітничо-селянської інспекції СРСР і РРФСР.
З 1932 по січень 1934 року — голова Далекосхідної крайової контрольної комісії ВКП(б).
До червня 1937 року — 3-й секретар Далекосхідного крайового комітету ВКП(б).
У червні 1937 року заарештований органами НКВС. Був звільнений із ув'язнення.
Подальша доля невідома.